# Феривил (Висконсин)
Феривил (енгл. Ferryville) град је у америчкој савезној држави Висконсин.

## Демографија
По попису из 2010. године број становника је 176, што је 2 (1,1%) становника више него 2000. године.
| Група             | 2000.       | 2010.       |
| Белци             | 172 (98,9%) | 171 (97,2%) |
| Афроамериканци    | 0 (0,0%)    | 0 (0,0%)    |
| Азијати           | 0 (0,0%)    | 0 (0,0%)    |
| Хиспаноамериканци | 0 (0,0%)    | 4 (2,3%)    |
| Укупно            | 174         | 176         |